# Итуев, Муслим Вахаевич
Мусли́м Ваха́евич Иту́ев — российский дзюдоист, победитель и призёр первенств России среди молодёжи, победитель и призёр всероссийских и международных турниров, победитель Кубка России 2019 года, бронзовый призёр Кубка России 2021 года, мастер спорта России (2021). Выступает в средней весовой категории (до 90 кг).
Чеченец.

## Спортивные результаты
- Кубок России по дзюдо 2019 — ;
- Первенство СКФО среди молодёжи 2019 — ;
- Первенство СКФО среди молодёжи 2020 — ;
- Первенство России среди молодёжи 2020 — ;
- Чемпионат СКФО 2020 — ;
- Кубок России по дзюдо 2021 — ;
- Дзюдо на Всероссийской спартакиаде 2022 — .